# 伯利萊什蒂鄉
45°04′13″N 24°57′06″E / 45.0702°N 24.9517°E
伯利萊什蒂鄉（羅馬尼亞語：Comuna Bălilești, Argeș），是羅馬尼亞的鄉份，位於該國中南部，由阿爾傑什縣負責管轄，面積60平方公里，海拔高度455米，2011年人口4,105，人口密度每平方公里68人。